# Chelsea Football Club 2016-2017
Questa voce raccoglie le informazioni riguardanti il Chelsea Football Club nelle competizioni ufficiali della stagione 2016-2017.

## Stagione
La stagione 2016-17 dei Blues inizia con l'annuncio di Antonio Conte come nuovo allenatore. L'ex tecnico di Juventus e della Nazionale italiana eredita una squadre reduce dal disastro della stagione precedente, col decimo posto in Premier League - il peggiore della gestione Abramovič - e fuori dalle coppe europee. Nonostante le premesse, il mercato estivo del Chelsea non è molto attivo: alla rosa della stagione precedente, infatti, i Blues aggiungono solo Kante, neo-campione d'Inghilterra con il Leicester di Ranieri, Marcos Alonso dalla Fiorentina, Michy Batshuayi dall'Olympique Marsiglia e riabbracciano David Luiz, che ritorna a Londra dopo l'esperienza in Francia nel Paris Saint-Germain.

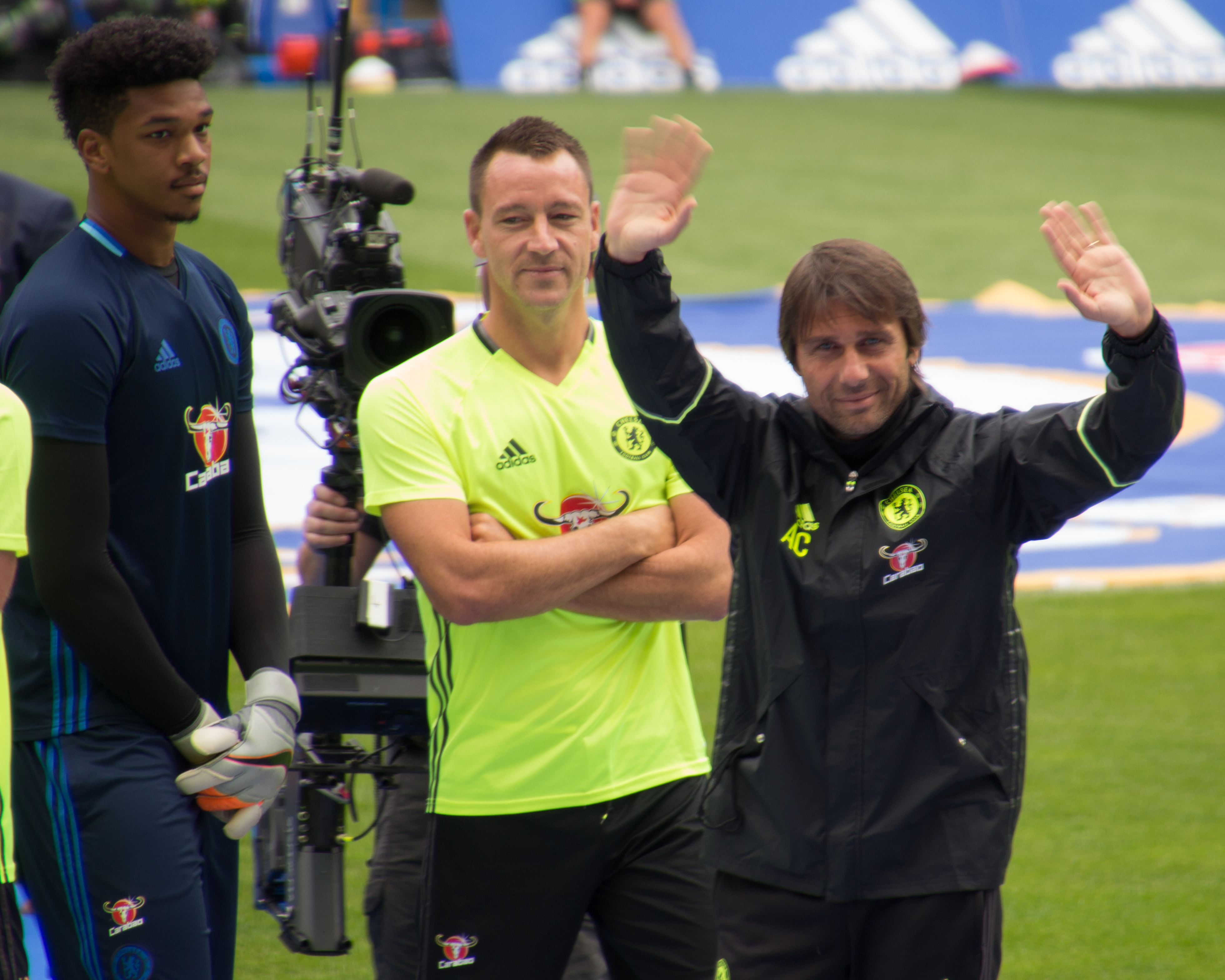
Da destra: il nuovo tecnico dei londinesi, Antonio Conte, e lo storico capitano John Terry nell'estate 2016; al termine dell'annata, Terry chiude la sua esperienza in maglia Blues con il bilancio di 22 stagioni e 14 trofei.

Il Chelsea inizia la nuova stagione con una linea difensiva a 4 dove i senatori Terry e Ivanović sono ancora parte dell'undici titolare. La partenza è incoraggiante: la squadra di Conte ottiene tre vittorie nelle prime tre giornate contro West Ham, Watford e Burnley, ma la squadra non gira fluidamente. Nelle due giornate successive, tuttavia, i Blues incappano in due pesanti sconfitte contro il Liverpool (2-1 in casa) e contro l'Arsenal (3-0 in trasferta). A questo punto, Conte decide di tornare tatticamente ad affidarsi a quel 3-5-2 alla base dei suoi successi con la Juventus. L'allenatore italiano promuove sugli esterni Alonso a sinistra e il rivitalizzato Victor Moses a destra, in mezzo al campo Matić e Kante per fornire una cerniera importante ad una linea difensiva assolutamente sperimentale formata da Azpilicueta, David Luiz e Gary Cahill, mentre in attacco Hazard e Pedro liberi di svariare sugli esterni davanti e Diego Costa a fare il finalizzatore.. L'esordio del 3-5-2 arriva in casa dell'Hull City: la squadra di Conte vince 0-2 e si ripete battendo in casa il Leicester City campione d'Inghilterra per 3-0 e in trasferta il Manchester United allenato dall'ex José Mourinho per 0-4. Con il passaggio a questo modulo il Chelsea infila 13 vittorie consecutive (a un passo dal record di 14 dell'Arsenal) e 20 risultati utili sui 21 disponibili. I Blues infatti cadono solo il 4 di gennaio sul campo del Tottenham e pareggiano 1-1 a Liverpool e a Burnley (31 gennaio la prima, 14 febbraio la seconda), sfornando quasi sempre prestazioni convincenti e una solidità di squadra senza eguali in Inghilterra. Fuori dal campo, inoltre, Conte riesce a gestire lo spinoso caso Diego Costa, separato in casa e verso il campionato cinese nella sessione di mercato di gennaio, ma reintegrato in rosa dopo il chiarimento con l'allenatore. Nel mentre il Chelsea non perde comunque il ritmo e conquista vittorie pesantissime contro il Tottenham (2-1 in casa) e Manchester City (3-1 in trasferta), ultima delle quali permette agli uomini di Conte di prendere la vetta della classifica.

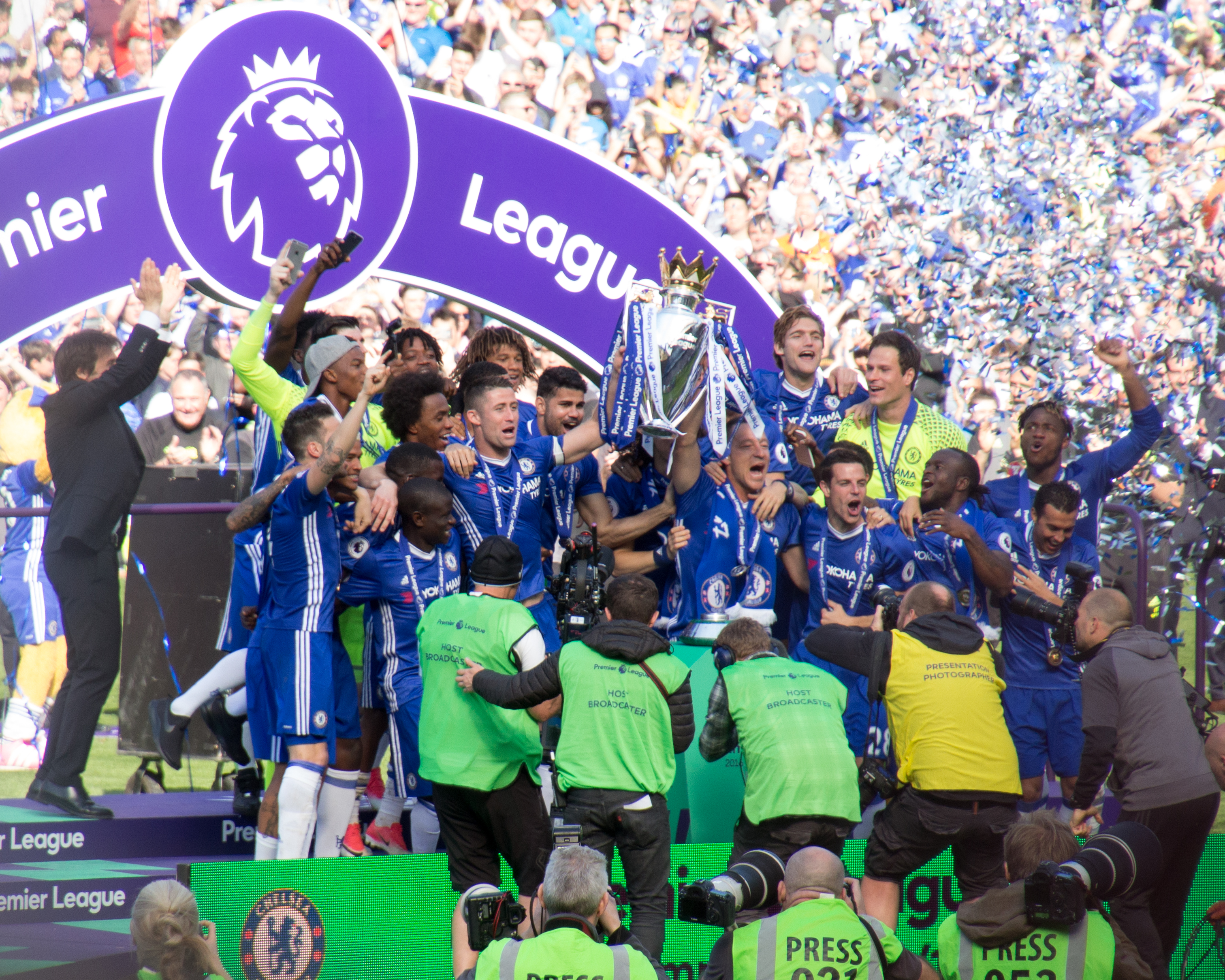
Il Chelsea festeggia la vittoria del titolo dopo il 5-1 rifilato al nell'ultima giornata di campionato.

Nei mesi successivi, il Chelsea frappone via via un rassicurante solco tra sé e la sua più diretta inseguitrice, ovvero il Tottenham. Neanche le battute d'arresto contro Crystal Palace e Manchester United, che portano gli Spurs a -4, mettono a repentaglio la conquista del 6º scudetto che arriva matematicamente alla penultima giornata, il 13 maggio, quando la squadra di Conte espugna il campo del West Bromwich con un gol segnato nei minuti finali da Batshuayi. Il Chelsea festeggia poi il trionfo battendo con un rombante 5-1 il Sunderland nell'ultima giornata di campionato, gara che permette a Conte di battere il record di 29 vittorie stagionali stabilito dai Blues di Mourinho nel 2004-2005 e 2005-2006 e che segna l'ultima apparizione del capitano John Terry che, dopo una stagione ai margini e con il contratto in scadenza, lascia i Blues dopo ventidue stagioni, 713 presenze (record del club) e 14 trofei.. Con la Premier League ormai archiviata, alla fine di maggio il Chelsea ha l'occasione di sollevare il suo secondo trofeo stagionale, ovvero l'FA Cup. Entrata in tabellone al terzo turno, la squadra ha la meglio contro Peterborough, Brentford, Wolverhampton e Manchester United. In semifinale, i Blues superano 4-2 il Tottenham prima di approdare all'atto conclusivo del torneo contro l'Arsenal. La partita, giocata a Wembley il 27 maggio, termina con la sconfitta di 2-1 per gli uomini di Conte, il quale non riesce a centrare quel double conquistato per l'ultima volta dal connazionale Carlo Ancelotti nella stagione 2009-10 proprio alla guida dei Blues.

## Maglie e sponsor
Confermato lo sponsor tecnico Adidas e anche quello ufficiale Yokohama.
| Casa | Trasferta | Terza maglia |

## Organigramma societario
Chelsea Ltd.
- Proprietario: Roman Abramovič

Chelsea F.C. plc
- Presidente: Bruce Buck
- Direttori: Ron Gourlay, Marina Granovskaia e Eugene Tenenbaum

Board Esecutivo
- Capo Esecutivo: Ron Gourlay
- Direttore finanziario e operativo: Chris Alexander
- Segretario del club: David Barnard
- Segretario della compagnia: Alan Shaw
- Direttori: Marina Granovskaia e Eugene Tenenbaum

Board Chelsea Football Club
- Direttori: Ron Gourlay, Marina Granovskaia e Eugene Tenenbaum
- Direttore sportivo: Mike Forde
- Direttore tecnico: Michael Emenalo

Altre cariche
- Presidente onorario: Sir Richard Attenborough

Area tecnica
- Manager: Antonio Conte
- Assistenti allenatore: Steve Holland, Eddie Newton
- Preparatore dei portieri: Gianluca Spinelli
- Fitness coach: Chris Jones
- Direttore medico: Paco Biosca
- Osservatore squadre avversarie: Mick McGiven
- Capo degli osservatori e di analisi delle partite: James Melbourne
- Capo del settore giovanile: Neil Bath
- Manager squadra under-21: Adi Viveash
- Manager squadra under-18: Jody Morris

## Rosa
Rosa aggiornata al 3 febbraio 2017.
| N. |                                 | Ruolo | Calciatore         |
| -- | ------------------------------- | ----- | ------------------ |
| 1  | Bosnia ed Erzegovina (bandiera) | P     | Asmir Begović      |
| 3  | Spagna (bandiera)               | D     | Marcos Alonso      |
| 4  | Spagna (bandiera)               | C     | Cesc Fàbregas      |
| 5  | Francia (bandiera)              | D     | Kurt Zouma         |
| 6  | Paesi Bassi (bandiera)          | D     | Nathan Aké         |
| 7  | Francia (bandiera)              | C     | N'Golo Kanté       |
| 10 | Belgio (bandiera)               | C     | Eden Hazard        |
| 11 | Spagna (bandiera)               | A     | Pedro              |
| 13 | Belgio (bandiera)               | P     | Thibaut Courtois   |
| 14 | Inghilterra (bandiera)          | C     | Ruben Loftus-Cheek |
| 15 | Nigeria (bandiera)              | C     | Victor Moses       |
| 16 | Brasile (bandiera)              | C     | Kenedy             |
| 19 | Spagna (bandiera)               | A     | Diego Costa        |
| 21 | Serbia (bandiera)               | C     | Nemanja Matić      |

| N. |                        | Ruolo | Calciatore            |
| -- | ---------------------- | ----- | --------------------- |
| 22 | Brasile (bandiera)     | C     | Willian               |
| 23 | Belgio (bandiera)      | A     | Michy Batshuayi       |
| 24 | Inghilterra (bandiera) | D     | Gary Cahill           |
| 26 | Inghilterra (bandiera) | D     | John Terry (capitano) |
| 28 | Spagna (bandiera)      | D     | César Azpilicueta     |
| 29 | Inghilterra (bandiera) | C     | Nathaniel Chalobah    |
| 30 | Brasile (bandiera)     | D     | David Luiz            |
| 34 | Inghilterra (bandiera) | D     | Ola Aina              |
| 35 | Belgio (bandiera)      | C     | Charly Musonda        |
| 37 | Portogallo (bandiera)  | P     | Eduardo               |
| 41 | Inghilterra (bandiera) | A     | Dominic Solanke       |
|    | Brasile (bandiera)     | D     | Wallace               |
|    | Inghilterra (bandiera) | D     | Todd Kane             |

## Calciomercato

### Sessione estiva (dall'1/7 al 31/8)
| Acquisti         | Acquisti           | Acquisti            | Acquisti                                      |
| R.               | Nome               | da                  | Modalità                                      |
| ---------------- | ------------------ | ------------------- | --------------------------------------------- |
| P                | Eduardo            | Dinamo Zagabria     | definitivo (5 mln €)                          |
| D                | David Luiz         | Paris Saint-Germain | definitivo (38,5 mln €)                       |
| D                | Marcos Alonso      | Fiorentina          | definitivo (23 mln €) più bonus (3,5 mln € €) |
| C                | Juan Cuadrado      | Juventus            | fine prestito                                 |
| C                | N'Golo Kanté       | Leicester City      | definitivo (35,8 mln €)                       |
| A                | Michy Batshuayi    | Olympique Marsiglia | definitivo (39 mln €)                         |
| Altre operazioni |                    |                     |                                               |
| R.               | Nome               | da                  | Modalità                                      |
| P                | Matej Delač        | Sarajevo            | fine prestito                                 |
| D                | Nathan Aké         | Bournemouth         | fine prestito                                 |
| D                | Cristian Cuevas    | Sint-Truiden        | fine prestito                                 |
| D                | Papy Djilobodji    | Werder Brema        | fine prestito                                 |
| D                | Tomáš Kalas        | Fulham              | fine prestito                                 |
| D                | Todd Kane          | N.E.C.              | fine prestito                                 |
| D                | Kenneth Omeruo     | Kasımpaşa           | fine prestito                                 |
| C                | Victorien Angban   | Sint-Truiden        | fine prestito                                 |
| C                | Christian Atsu     | Malaga              | fine prestito                                 |
| C                | Jeremie Boga       | Rennes              | fine prestito                                 |
| C                | Isaiah Brown       | Vitesse             | fine prestito                                 |
| C                | Nathaniel Chalobah | Napoli              | fine prestito                                 |
| C                | Marko Marin        | Trabzonspor         | fine prestito                                 |
| C                | Victor Moses       | West Ham Utd        | fine prestito                                 |
| C                | Danilo Pantić      | Vitesse             | fine prestito                                 |
| C                | Mario Pašalić      | Monaco              | fine prestito                                 |
| C                | Marco van Ginkel   | PSV                 | fine prestito                                 |
| A                | Patrick Bamford    | Norwich City        | fine prestito                                 |
| A                | Lucas Piazon       | Reading             | fine prestito                                 |

| Cessioni         | Cessioni          | Cessioni              | Cessioni                       |
| R.               | Nome              | a                     | Modalità                       |
| ---------------- | ----------------- | --------------------- | ------------------------------ |
| P                | Marco Amelia      |                       | svincolato                     |
| D                | Abdul Rahman Baba | Schalke 04            | prestito oneroso (0,5 mln €)   |
| D                | Papy Djilobodji   | Sunderland            | definitivo (9,5 mln €)         |
| C                | Juan Cuadrado     | Juventus              | prestito oneroso (5 mln €)     |
| C                | Marko Marin       | Olympiacos            | -                              |
| A                | Radamel Falcao    | Monaco                | fine prestito                  |
| A                | Alexandre Pato    | Corinthians           | fine prestito                  |
| A                | Loïc Rémy         | Crystal Palace        | prestito oneroso (1 mln €)     |
| A                | Bertrand Traoré   | Ajax                  | prestito oneroso (2 mln €)     |
| Altre operazioni |                   |                       |                                |
| R.               | Nome              | a                     | Modalità                       |
| A                | Stipe Perica      | Udinese               | definitivo (4 mln €)           |
| A                | Mohamed Salah     | Roma                  | riscatto cartellino (15 mln €) |
| P                | Jamal Blackman    | Wycombe               | prestito                       |
| P                | Matej Delač       | R.E. Mouscron         | prestito                       |
| D                | Nathan Aké        | Bournemouth           | prestito                       |
| D                | Cristian Cuevas   | Sint-Truiden          | prestito                       |
| D                | Michael Hector    | Eintracht Francoforte | prestito                       |
| D                | Tomáš Kalas       | Fulham                | prestito                       |
| D                | Matt Miazga       | Vitesse               | prestito                       |
| D                | Kenneth Omeruo    | Alanyaspor            | prestito                       |
| C                | Victorien Angban  | Granada               | prestito                       |
| C                | Christian Atsu    | Newcastle Utd         | prestito                       |
| C                | Jérémie Boga      | Granada               | prestito                       |
| C                | Islam Feruz       | R.E. Mouscron         | prestito                       |
| C                | Kenedy            | Watford               | prestito                       |
| C                | Danilo Pantić     | Excelsior             | prestito                       |
| C                | Mario Pašalić     | Milan                 | prestito oneroso (1 mln €)     |
| A                | Patrick Bamford   | Burnley               | prestito                       |
| A                | Lucas Piazon      | Fulham                | prestito                       |

### Sessione invernale (dal 3/1 al 31/1)
| Acquisti         | Acquisti       | Acquisti    | Acquisti      |
| R.               | Nome           | da          | Modalità      |
| ---------------- | -------------- | ----------- | ------------- |
| D                | Nathan Aké     | Bournemouth | fine prestito |
| D                | Todd Kane      | N.E.C.      | fine prestito |
| D                | Wallace        | Grêmio      | fine prestito |
| C                | Charly Musonda | Betis       | fine prestito |
| C                | Kenedy         | Watford     | fine prestito |
| Altre operazioni |                |             |               |
| R.               | Nome           | da          | Modalità      |

| Cessioni         | Cessioni           | Cessioni              | Cessioni              |
| R.               | Nome               | a                     | Modalità              |
| ---------------- | ------------------ | --------------------- | --------------------- |
| D                | Branislav Ivanović | Zenit San Pietroburgo | definitivo            |
| C                | Marco van Ginkel   | PSV                   | prestito              |
| C                | Oscar              | Shanghai Haigang      | definitivo (60 mln €) |
| Altre operazioni |                    |                       |                       |
| R.               | Nome               | a                     | Modalità              |

## Risultati

### Premier League
| Arbitro: | Taylor |

|                             |           |             |
| Hazard 47’ (rig.) Costa 89’ | Marcatori | 77’ Collins |

| Arbitro: | Moss |

|            |           |                         |
| Capoue 55’ | Marcatori | 80’ Batshuayi 87’ Costa |

| Arbitro: | Clattenburg |

|                                 |           |  |
| Hazard 9’ Willian 41’ Moses 89’ | Marcatori |  |

| Arbitro: | Marriner |

|                        |           |               |
| Sigurdsson 59’ Fer 62’ | Marcatori | 18’ 81’ Costa |

| Arbitro: | Atkinson |

|           |           |                          |
| Costa 62’ | Marcatori | 18’ Lovren 36’ Henderson |

| Arbitro: | Oliver |

|                                  |           |  |
| Sanchez 11’ Walcott 14’ Ozil 40’ | Marcatori |  |

| Arbitro: | Taylor |

|  |           |                       |
|  | Marcatori | 61’ Willian 67’ Costa |

| Arbitro: | Marriner |

|                               |           |  |
| Costa 7’ Hazard 33’ Moses 80’ | Marcatori |  |

| Arbitro: | Atkinson |

|                                          |           |  |
| Pedro 1’ Cahill 21’ Hazard 62’ Kanté 70’ | Marcatori |  |

| Arbitro: | Jones |

|  |           |                     |
|  | Marcatori | 6’ Hazard 55’ Costa |

| Arbitro: | Madley |

|                                               |           |  |
| Hazard 19’ 56’ Alonso 20’ Costa 42’ Pedro 65’ | Marcatori |  |

| Arbitro: | Moss |

|  |           |           |
|  | Marcatori | 41’ Costa |

| Arbitro: | Oliver |

|                     |           |             |
| Pedro 44’ Moses 51’ | Marcatori | 11’ Eriksen |

| Arbitro: | Taylor |

|                   |           |                                  |
| Cahill 45’ (aut.) | Marcatori | 60’ Costa 70’ Willian 90’ Hazard |

| Arbitro: | Dean |

|           |           |  |
| Costa 76’ | Marcatori |  |

| Arbitro: | Swarbrick |

|  |           |              |
|  | Marcatori | 40’ Fabregas |

| Arbitro: | Moss |

|  |           |           |
|  | Marcatori | 43’ Costa |

| Arbitro: | Jones |

|                            |           |  |
| Pedro 24’ 90+3’ Hazard 49’ | Marcatori |  |

| Arbitro: | Madley |

|                                       |           |                             |
| Cahill 34’ Willian 57’, 65’ Costa 85’ | Marcatori | 46’ Martins Indi 64’ Crouch |

| Arbitro: | Atkinson |

|                 |           |  |
| Alli 45+1’, 53’ | Marcatori |  |

| Arbitro: | Marriner |

|  |           |                          |
|  | Marcatori | 6’, 51’ Alonso 71’ Pedro |

| Arbitro: | Swarbrick |

|                      |           |  |
| Costa 52’ Cahill 81’ | Marcatori |  |

| Arbitro: | Clattenburg |

|               |           |          |
| Wijnaldum 57’ | Marcatori | 24’ Luiz |

| Arbitro: | Atkinson |

|                                    |           |              |
| Alonso 13’ Hazard 53’ Fabregas 85’ | Marcatori | 90+1’ Giroud |

| Arbitro: | Friend |

|           |           |          |
| Brady 24’ | Marcatori | 7’ Pedro |

| Arbitro: | Swarbrick |

|                                  |           |              |
| Fàbregas 19’ Pedro 72’ Costa 84’ | Marcatori | 45’ Llorente |

| Arbitro: | Marriner |

|             |           |                      |
| Lanzini 90’ | Marcatori | 25’ Hazard 50’ Costa |

| Arbitro: | Mason |

|                                                      |           |                                  |
| Terry 22’ Azpilicueta 36’ Batshuayi 49’ Fàbregas 88’ | Marcatori | 24’ Capoue 51’ Janmaat 74’ Okaka |

| Arbitro: | Taylor |

|             |           |                        |
| Walters 38’ | Marcatori | 13’ Willian 87’ Cahill |

| Arbitro: | Pawson |

|             |           |                     |
| Fàbregas 5’ | Marcatori | 9’ Zaha 11’ Benteke |

| Arbitro: | Dean |

|                 |           |            |
| Hazard 10’, 35’ | Marcatori | 26’ Aguero |

| Arbitro: | Marriner |

|          |           |                                        |
| King 42’ | Marcatori | 17’ (aut.) Smith 20’ Hazard 68’ Alonso |

| Arbitro: | Madley |

|                         |           |  |
| Rashford 7’ Herrera 49’ | Marcatori |  |

| Arbitro: | Mason |

|                                     |           |                          |
| Hazard 5’ Cahill 45’ Costa 53’, 89’ | Marcatori | 24’ Romeu 90+3’ Bertrand |

| Arbitro: | Moss |

|  |           |                                  |
|  | Marcatori | 66’ Pedro 79’ Cahill 86’ Willian |

| Arbitro: | Pawson |

|                                |           |  |
| Costa 23’ Alonso 34’ Matić 65’ | Marcatori |  |

| Arbitro: | Oliver |

|  |           |               |
|  | Marcatori | 82’ Batshuayi |

| Arbitro: | Swarbrick |

|                                                      |           |              |
| Willian 8’ Hazard 61’ Pedro 77’ Batshuayi 90’, 90+2’ | Marcatori | 3’ Manquillo |

### FA Cup
| Arbitro: | Friend |

|                                         |           |             |
| Pedro 18’ 75’ Batshuayi 43’ Willian 52’ | Marcatori | 70’ Nichols |

| Arbitro: | Oliver |

|                                                         |           |  |
| Willian 14’ Pedro 21’ Ivanovic 69’ Batshuayi 81’ (rig.) | Marcatori |  |

| Arbitro: | Moss |

|  |           |                     |
|  | Marcatori | 65’ Pedro 89’ Costa |

| Arbitro: | Oliver |

|           |           |  |
| Kanté 51’ | Marcatori |  |

| Arbitro: | Atkinson |

|                                            |           |                   |
| Willian 5’ 43’ (rig.) Hazard 75’ Matic 80’ | Marcatori | 18’ Kane 52’ Alli |

| Arbitro: | Taylor |

|                       |           |           |
| Sánchez 4’ Ramsey 79’ | Marcatori | 76’ Costa |

### Football League Cup
| Arbitro: | Stroud |

|                             |           |                                 |
| Batshuayi 29’ 41’ Moses 31’ | Marcatori | 34’ Hartley 49’ (rig.) Harrison |

| Arbitro: | Madley |

|                  |           |                                                |
| Okazaki 17’, 34’ | Marcatori | 45+2’ Cahill 49’ Azpilicueta 91’, 93’ Fabregas |

| Arbitro: | Pawson |

|                           |           |              |
| Kouyaté 11’ Fernandes 48’ | Marcatori | Cahill 90+4’ |

## Statistiche

### Statistiche di squadra
Statistiche aggiornate a maggio 2017
| Competizione   | Punti                | In casa | In casa | In casa | In casa | In casa | In casa | In trasferta | In trasferta | In trasferta | In trasferta | In trasferta | In trasferta | Totale | Totale | Totale | Totale | Totale | Totale | Totale |
| Competizione   | Punti                | G       | V       | N       | P       | Gf      | Gs      | G            | V            | N            | P            | Gf           | Gs           | G      | V      | N      | P      | Gf     | Gs     | Dr     |
| -------------- | -------------------- | ------- | ------- | ------- | ------- | ------- | ------- | ------------ | ------------ | ------------ | ------------ | ------------ | ------------ | ------ | ------ | ------ | ------ | ------ | ------ | ------ |
| Premier League | 93                   | 19      | 17      | 0       | 2       | 55      | 17      | 19           | 13           | 3            | 3            | 30           | 16           | 38     | 30     | 3      | 5      | 85     | 33     | +52    |
| FA Cup         | Finalista            | 3       | 3       | 0       | 0       | 9       | 1       | 3            | 2            | 0            | 1            | 7            | 4            | 6      | 5      | 0      | 1      | 16     | 5      | +11    |
| League Cup     | Sedicesimi di finale | 1       | 1       | 0       | 0       | 3       | 2       | 2            | 1            | 0            | 1            | 5            | 4            | 3      | 2      | 0      | 1      | 8      | 6      | +2     |
| Totale         | 93                   | 23      | 21      | 0       | 2       | 67      | 20      | 24           | 16           | 3            | 5            | 42           | 24           | 47     | 37     | 3      | 7      | 109    | 44     | +65    |

### Andamento in campionato
| Giornata  | 1 | 2 | 3 | 4 | 5 | 6 | 7 | 8 | 9 | 10 | 11 | 12 | 13 | 14 | 15 | 16 | 17 | 18 | 19 | 20 | 21 | 22 | 23 | 24 | 25 | 26 | 27 | 28 | 29 | 30 | 31 | 32 | 33 | 34 | 35 | 36 | 37 | 38 |
| --------- | - | - | - | - | - | - | - | - | - | -- | -- | -- | -- | -- | -- | -- | -- | -- | -- | -- | -- | -- | -- | -- | -- | -- | -- | -- | -- | -- | -- | -- | -- | -- | -- | -- | -- | -- |
| Luogo     | C | T | C | T | C | T | T | C | C | T  | C  | T  | C  | T  | C  | T  | T  | C  | C  | T  | T  | C  | T  | C  | T  | C  | T  | C  | T  | C  | C  | T  | T  | C  | T  | C  | T  | C  |
| Risultato | V | V | V | N | P | P | V | V | V | V  | V  | V  | V  | V  | V  | V  | V  | V  | V  | P  | V  | V  | N  | V  | N  | V  | V  | V  | V  | P  | V  | V  | P  | V  | V  | V  | V  | V  |
| Posizione | 3 | 4 | 2 | 3 | 5 | 6 | 5 | 4 | 4 | 4  | 2  | 1  | 1  | 1  | 1  | 1  | 1  | 1  | 1  | 1  | 1  | 1  | 1  | 1  | 1  | 1  | 1  | 1  | 1  | 1  | 1  | 1  | 1  | 1  | 1  | 1  | 1  | 1  |

Fonte:  Premier League – Classifiche, su sport.sky.it, sport.sky.it (archiviato dall'url originale il 5 gennaio 2016).
Legenda:

Luogo: C = Casa; T = Trasferta. Risultato: V = Vittoria; N = Pareggio; P = Sconfitta.

### Statistiche dei giocatori
In corsivo i giocatori che hanno lasciato la squadra a stagione già iniziata.
| Giocatore       | Premier League | Premier League | Premier League | Premier League | League Cup | League Cup | League Cup  | League Cup | FA Cup   | FA Cup | FA Cup      | FA Cup     | Totale   | Totale | Totale      | Totale     |
| Giocatore       | Presenze       | Reti           | Ammonizioni    | Espulsioni     | Presenze   | Reti       | Ammonizioni | Espulsioni | Presenze | Reti   | Ammonizioni | Espulsioni | Presenze | Reti   | Ammonizioni | Espulsioni |
| --------------- | -------------- | -------------- | -------------- | -------------- | ---------- | ---------- | ----------- | ---------- | -------- | ------ | ----------- | ---------- | -------- | ------ | ----------- | ---------- |
| O. Aina         | 3              | 0              | 0              | 0              | 2          | 0          | 0           | 0          | 1        | 0      | 0           | 0          | 6        | 0      | 0           | 0          |
| C. Azpilicueta  | 38             | 1              | 4              | 0              | 3          | 1          | 0           | 0          | 6        | 0      | 0           | 0          | 47       | 2      | 4           | 0          |
| M. Batshuayi    | 20             | 5              | 0              | 0              | 3          | 2          | 0           | 0          | 5        | 2      | 0           | 0          | 28       | 9      | 0           | 0          |
| A. Begović      | 2              | -5             | 0              | 0              | 3          | -6         | 0           | 0          | 3        | -1     | 0           | 0          | 8        | -12    | 0           | 0          |
| G. Cahill       | 37             | 6              | 5              | 0              | 3          | 2          | 0           | 0          | 3        | 0      | 0           | 0          | 43       | 8      | 5           | 0          |
| D. Costa        | 35             | 20             | 10             | 0              | 2          | 0          | 0           | 0          | 5        | 2      | 1           | 0          | 42       | 22     | 11          | 0          |
| T. Courtois     | 36             | -28            | 1              | 0              | 0          | -0         | 0           | 0          | 3        | -4     | 0           | 0          | 39       | -32    | 1           | 0          |
| Eduardo         | 0              | -0             | 0              | 0              | 0          | -0         | 0           | 0          | 0        | -0     | 0           | 0          | 0        | -0     | 0           | 0          |
| C. Fàbregas     | 29             | 5              | 8              | 0              | 2          | 2          | 0           | 0          | 6        | 0      | 1           | 0          | 37       | 7      | 9           | 0          |
| E. Hazard       | 36             | 16             | 3              | 0              | 3          | 0          | 0           | 0          | 4        | 1      | 0           | 0          | 43       | 17     | 3           | 0          |
| B. Ivanović     | 13             | 0              | 2              | 0              | 1          | 0          | 0           | 0          | 2        | 1      | 0           | 0          | 16       | 1      | 2           | 0          |
| N. Kanté        | 35             | 1              | 9              | 0              | 1          | 0          | 0           | 0          | 5        | 1      | 2           | 0          | 41       | 2      | 11          | 0          |
| Kenedy          | 2              | 0              | 0              | 0              | 0          | 0          | 0           | 0          | 1        | 0      | 0           | 0          | 3        | 0      | 0           | 0          |
| R. Loftus-Cheek | 6              | 0              | 0              | 0              | 2          | 0          | 0           | 0          | 3        | 0      | 0           | 0          | 11       | 0      | 0           | 0          |
| N. Matic        | 35             | 1              | 4              | 0              | 2          | 0          | 1           | 0          | 3        | 1      | 0           | 0          | 40       | 2      | 5           | 0          |
| N. Aké          | 2              | 0              | 1              | 0              | 0          | 0          | 0           | 0          | 3        | 0      | 0           | 0          | 5        | 0      | 1           | 0          |
| T. Kane         | 0              | 0              | 0              | 0              | 0          | 0          | 0           | 0          | 0        | 0      | 0           | 0          | 0        | 0      | 0           | 0          |
| V. Moses        | 34             | 3              | 4              | 0              | 2          | 1          | 0           | 0          | 4        | 0      | 0           | 0          | 40       | 4      | 4           | 0          |
| Oscar           | 9              | 0              | 1              | 0              | 2          | 0          | 0           | 0          | 0        | 0      | 0           | 0          | 11       | 0      | 1           | 0          |
| Pedro           | 35             | 9              | 6              | 0              | 3          | 0          | 1           | 0          | 5        | 4      | 1           | 0          | 43       | 13     | 8           | 0          |
| M. van Ginkel   | 0              | 0              | 0              | 0              | 0          | 0          | 0           | 0          | 0        | 0      | 0           | 0          | 0        | 0      | 0           | 0          |
| J. Terry        | 9              | 1              | 1              | 0              | 2          | 0          | 0           | 0          | 3        | 0      | 0           | 0          | 14       | 1      | 1           | 0          |
| Willian         | 34             | 8              | 3              | 0              | 1          | 0          | 0           | 0          | 6        | 4      | 0           | 0          | 41       | 12     | 3           | 0          |
| K. Zouma        | 9              | 0              | 0              | 0              | 0          | 0          | 0           | 0          | 4        | 0      | 0           | 0          | 13       | 0      | 0           | 0          |
| D. Solanke      | 0              | 0              | 0              | 0              | 0          | 0          | 0           | 0          | 0        | 0      | 0           | 0          | 0        | 0      | 0           | 0          |
| J. M.Obi        | 0              | 0              | 0              | 0              | 0          | 0          | 0           | 0          | 0        | 0      | 0           | 0          | 0        | 0      | 0           | 0          |